# Petroleuciscus
Petroleuciscus és un gènere de peixos de la família dels ciprínids i de l'ordre dels cipriniformes.

## Taxonomia
- Petroleuciscus borysthenicus (Kessler, 1859)
- Petroleuciscus kurui (Bogutskaya, 1995)
- Petroleuciscus persidis (Coad, 1981)
- Petroleuciscus smyrnaeus (Boulenger, 1896)
- Petroleuciscus squaliusculus (Kessler, 1872)
- Petroleuciscus ulanus (Günther, 1899)[2][3]